# Валдина
Валдѝна (на италиански: Valdina; на сицилиански: Vaddina, Вадина) е село и община в Южна Италия, провинция Месина, автономен регион и остров Сицилия. Разположено е на 213 m надморска височина. Населението на общината е 1327 души (към 2012 г.).